# Phrynomantis annectens
Phrynomantis annectens (tên tiếng Anh: Marbled Rubber Frog) là một loài ếch trong họ Nhái bầu.
Nó được tìm thấy ở Angola, Namibia, và Nam Phi.
Các môi trường sống tự nhiên của chúng là xavan khô, vùng đất có cây bụi nhiệt đới hoặc cận nhiệt đới, đầm nước ngọt có nước theo mùa, sa mạc nóng, và sa mạc ôn đới. Loài này đang bị đe dọa do mất môi trường sống.